# ال بار
ال بار (انگلیسی: Al Barr؛ زادهٔ ۱۲ سپتامبر ۱۹۶۸) یک موسیقی‌دان اهل ایالات متحده آمریکا است. وی از سال ۱۹۸۴ میلادی تاکنون مشغول فعالیت بوده‌است.